# Ketetahi Falls
Die Ketetahi Falls sind ein Wasserfall am Nordrand des Tongariro-Nationalparks im Zentrum der Nordinsel Neuseelands. An der Nordflanke des Vulkans Tongariro liegt er im Lauf des Mangatipua Stream, der einige Kilometer hinter dem Wasserfall in den Lake Rotoaira mündet. Seine Fallhöhe beträgt etwa 5 Meter.
Der Wasserfall befindet sich nahe dem Ende des Wanderwegs Tongariro Alpine Crossing. Vom New Zealand State Highway 46 zweigt die unasphaltierte Ketetahi Road nach Süden ab. Am Ende der Straße liegt ein Parkplatz, von dem aus in rund 20 Gehminuten der Wasserfall erreichbar ist.